# Идея областничества
Областни́чество — во второй половине XIX — начале XX веков — идеология, общественно-политическое и культурное движение в Сибири (благодаря сибирскому областничеству), на Урале (благодаря уральскому областничеству) и в Новороссии (Юг России). После февральской революции, в период Гражданской войны, противопоставлялось федерализму Советской России как один из принципов единого и неделимого Российского государства.

## Описание
Россию предлагалось разделить на федеративные единицы — области, которые будут располагаться на территориях 2-4 бывших губерний. При разделе должны были учитываться два фактора — национальный и экономический. По национальному фактору политики России расходились во мнениях, поскольку некоторые, например Деникин, не признавали существование белорусов, а другие, как Врангель, наоборот считали необходимым создание белорусской национальной области. У каждой области должны были быть свои парламенты, конституции и областные партии. Выборы должны были проводится с участием населения всех социальных групп в областные парламенты и в нижнюю палату всероссийского парламента, а в верхнюю сенаторы должны били назначаться правительством области.

## Название
По воспоминаниям Г. Н. Потанина в 1907, термин областничество зародился «около 15 лет назад» (в 1890-х).

## История
Модель «областного устройства», как замена унитарной самодержавной власти, была предложена ещё осенью 1917 года «Юридическим Совещанием Временного правительства», которое видело будущую Россию как «Государство Российское едино и нераздельно…» но при этом «… в Государстве Российском будет введена областная автономия». Такая модель государственного устройства была выработана вместо «федерализации», на которую многие политики смотрели как на невозможную для России, так как, по их мнению, «федерализация» предполагала объединение разрозненных ранее территорий, а в России, наоборот — окраины, стремящиеся к большей самостоятельности, уже находились в едином государстве:212.
Историки В. Кулаков и Е. Каширина пишут, что с захватом Украины и Крыма у белых появилась необходимость юридически обосновать государственный суверенитет областей, находящихся под их контролем. В августе 1919 года Главнокомандующий ВСЮР Деникин обратился к населению Малороссии с обещанием, что «в основу устроения областей Юга России будет положено начало самоуправления и децентрализации при непременном уважении к жизненным особенностям местного быта».
В 1919 году, по мере расширения территорий, контролируемых Вооружёнными силами на Юге России, командование ВСЮР было серьёзно озабочено поиском наилучшей модели построения твёрдой местной власти, от чего зависело обустройство тыла воюющей армии и успокоение мирного населения, пострадавшего в ходе гражданской войны. При этом приходилось принимать во внимание прежде всего две особенности: во-первых, необходимость полного уничтожения структур местного самоуправления, созданных советской властью, что обуславливалось характером гражданской войны, направленной на полное взаимоисключение борющихся между собой политико-правовых систем; и, во-вторых, необходимость преодоления сепаратизма национальных окраин бывшей Российской империи, заметно усилившегося в то время, что рассматривалось как закономерная реакция на приход к власти большевиков в Центральной России:212.
В итоге было решено остановиться на областной модели административно-территориального деления. За основу был взят «Наказ» от Киевской губернии Учредительному собранию, подготовленный профессором А. Д. Билимовичем и по которому за основу деления будущей России бралась «Область», составленная на основе общих «физико-географических, этнографических, экономических и историко-политических признаков», но во главу угла ставился принцип экономической общности объединяемых в область территорий. По этому «Наказу» Южную Россию предлагалось разделить на три области: «Юго-Западную», «Левобережную Малороссию» и «Южную Степную»:213.

### Области Юга России
Областничество частично было реализовано только на Юге России — под управлением Южной Армии созданы область Войска Донского и Кубанская, Харьковская и Киевская области. Реальная власть в областях из-за продолжения войны принадлежала военным.